# فوتبال ارمنستان در ۹۷-۱۹۹۶
فصل ۹۷-۱۹۹۶ در فوتبال ارمنستان، پنجمین فصل فوتبال مستقل پس از جدایی از اتحاد جماهیر شوروی بود. این دومین فصل از دو فصلی بود که در ارمنستان با سایر فصول متفاوت بود. از جمله فصل ۹۶-۱۹۹۵، این تنها مسابقات زمستانی بودند، در حالی که سایر فصول ارمنستان، مسابقات تابستانی بودند. لیگ برتر ارمنستان برای فصل ۹۷-۱۹۹۶ شامل ۱۲ تیم بود که چهار تیم پایین‌ترین رتبه به لیگ دسته اول ارمنستان سقوط می‌کردند. تنها دو تیم از لیگ دسته اول ارمنستان برای فصل پاییز ۱۹۹۷ صعود می‌کردند و به مسابقات زمستانی بازمی‌گشتند.

## لیگ برتر
- آرابکیر و بی‌کی‌ام‌ای ایروان به لیگ‌های بالاتر صعود کردند.

### جدول لیگ
لیگ برتر فوتبال ارمنستان ۹۷–۱۹۹۶ (انگلیسی: 1996–97 Armenian Premier League) ششمین فصل از زمان تأسیس آن بود.

## جدول لیگ
| مقام | تیم             | Pld | W  | D | L  | GF | GA | GD  | Pts |
| ---- | --------------- | --- | -- | - | -- | -- | -- | --- | --- |
| 1    | پیونیک          | ۲۲  | ۱۹ | ۲ | ۱  | ۶۷ | ۹  | +۵۸ | ۵۹  |
| 2    | آرارات ایروان   | ۲۲  | ۱۷ | ۱ | ۴  | ۵۴ | ۱۸ | +۳۶ | ۵۲  |
| 3    | ایروان          | ۲۲  | ۱۶ | ۲ | ۴  | ۵۸ | ۲۴ | +۳۴ | ۵۰  |
| 4    | شیراک           | ۲۲  | ۱۵ | ۲ | ۵  | ۵۷ | ۱۱ | +۴۶ | ۴۷  |
| 5    | آراکس آرارات    | ۲۲  | ۱۳ | ۳ | ۶  | ۴۹ | ۲۶ | +۲۳ | ۴۲  |
| 6    | وان ایروان      | ۲۲  | ۱۱ | ۱ | ۱۰ | ۴۱ | ۳۴ | +۷  | ۳۴  |
| 7    | کوتایک          | ۲۲  | ۸  | ۴ | ۱۰ | ۴۱ | ۲۷ | +۱۴ | ۲۸  |
| 8    | لرناین آرتساخ   | ۲۲  | ۷  | ۴ | ۱۱ | ۲۳ | ۲۹ | -۶  | ۲۵  |
| 9    | اربونی          | ۲۲  | ۷  | ۱ | ۱۴ | ۳۰ | ۵۹ | -۲۹ | ۲۲  |
| 10   | آرابکیر         | ۲۲  | ۴  | ۰ | ۱۸ | ۲۰ | ۸۹ | -۶۹ | ۱۲  |
| 11   | زانگزور         | ۲۲  | ۲  | ۳ | ۱۷ | ۹  | ۷۷ | -۶۸ | ۹   |
| 12   | بی‌کی‌ام‌ای ایروان | ۲۲  | ۱  | ۱ | ۲۰ | ۱۰ | ۵۶ | -۴۶ | ۴   |

|  | قهرمانی                                                                       |
|  | Relegated to 1997 Armenian First League.                                      |
|  | Went into bankruptcy and all remaining matches were awarded 3-0 against them. |

Pld = بازی‌های انجام‌شده; W = بازی‌های برده; D = بازی‌های مساوی; L = بازی‌های باخته; GF = گل زده; GA = گل خورده; GD = تفاضل گل; Pts = امتیازات<onlyinclude>

## گلزنان برتر
|   |          | بازیکن              | تیم          | گل‌ها |
| - | -------- | ------------------- | ------------ | ---- |
| ۱ | ارمنستان | آرسن آوتیسیان       | پیونیک       | ۲۴   |
| ۲ | ارمنستان | Sergey Hayrbabamyan | آراکس آرارات | ۱۳   |
| ۳ | ارمنستان | تیگران یسائیان      | ایروان       | ۱۱   |
|   | ارمنستان | آرتور پتروسیان      | شیراک        | ۱۱   |
|   | ارمنستان | Henrik Berberyan    | ایروان       | ۱۱   |

### گلزنان برتر
|   |          | بازیکن             | تیم          | گل‌ها |
| - | -------- | ------------------ | ------------ | ---- |
| ۱ | ارمنستان | آرسن آوتیسیان      | پیونیک       | ۲۴   |
| ۲ | ارمنستان | سرگئی هایربابامیان | آراکس آرارات | ۱۳   |
| ۳ | ارمنستان | تیگران یسائیان     | ایروان       | 11   |
|   | ارمنستان | آرتور پطروسیان     | شیراک        | ۱۱   |
|   | ارمنستان | Henrik Berberyan   | ایروان       | ۱۱   |

## لیگ دسته اول
- کاپان-۸۱ به لرناگورتس کاپان تغییر نام داد.
- کاساخ به فوتبال حرفه‌ای بازگشت و نام خود را به آراگاتس آشتاراک تغییر داد.
- اس‌کی‌ای ایجوان فوتبال حرفه‌ای بازگشت و نام خود را به کائن ایجوان تغییر داد.
- هاچن به فوتبال حرفه‌ای بازگشت و نام خود را به باشگاه فوتبال ساپفیر تغییر داد.

### جدول لیگ
| رتبه | تیم                    | بازی | برد | مساوی | باخت | گل زده | گل خورده | گل تفاضل | امتیاز | صعود یا صلاحیت                   |
| ---- | ---------------------- | ---- | --- | ----- | ---- | ------ | -------- | -------- | ------ | -------------------------------- |
| ۱    | دوین آرتاشات           | ۲۲   | ۱۵  | ۵     | ۲    | ۵۴     | ۱۸       | ۳۶+      | ۵۰     | صعود به لیگ برتر فوتبال ارمنستان |
| ۲    | لوری                   | ۲۲   | ۱۵  | ۵     | ۲    | ۴۲     | ۱۳       | ۲۹+      | ۵۰     | صعود به لیگ برتر فوتبال ارمنستان |
| ۳    | آزناوور                | ۲۲   | ۱۲  | ۶     | ۴    | ۳۵     | ۲۴       | ۱۱+      | ۴۲     |                                  |
| ۴    | نائیری                 | ۲۲   | ۹   | ۷     | ۶    | ۴۸     | ۳۲       | ۱۶+      | ۳۴     |                                  |
| ۵    | کومایری                | ۲۲   | ۸   | ۵     | ۹    | ۴۷     | ۴۲       | ۵+       | ۲۹     |                                  |
| ۶    | آرماویر                | ۲۲   | ۷   | ۸     | ۷    | ۴۱     | ۳۹       | ۲+       | ۲۹     |                                  |
| ۷    | هاچن                   | ۲۲   | ۹   | ۱     | ۱۲   | ۳۶     | ۴۶       | ۱۰−      | ۲۸     |                                  |
| ۸    | دینامو ایروان          | ۲۲   | ۷   | ۴     | ۱۱   | ۲۳     | ۴۱       | ۱۸−      | ۲۵     |                                  |
| ۹    | لرناگورتس کاپان        | ۲۲   | ۶   | ۷     | ۹    | ۳۸     | ۳۲       | ۶+       | ۲۵     |                                  |
| ۱۰   | بی‌ام‌ای-آرایی اچمیادزین | ۲۲   | ۶   | ۷     | ۹    | ۲۴     | ۲۸       | ۴−       | ۲۵     |                                  |
| ۱۱   | کاساخ                  | ۲۲   | ۵   | ۶     | ۱۱   | ۲۹     | ۴۴       | ۱۵−      | ۲۱     |                                  |
| ۱۲   | بنتونیت ایجوان         | ۲۲   | ۱   | ۳     | ۱۸   | ۱۹     | ۷۵       | ۵۶−      | ۶      |                                  |
| ۱۳   | آراگاتس                | ۰    | –   | –     | –    | –      | –        | —        | ۰      | کناره‌گیری از رقابت‌ها             |
| ۱۴   | وانادزور               | ۰    | –   | –     | –    | –      | –        | —        | ۰      | کناره‌گیری از رقابت‌ها             |
| ۱۵   | یغوارد                 | ۰    | –   | –     | –    | –      | –        | —        | ۰      | کناره‌گیری از رقابت‌ها             |

## جام حذفی فوتبال ارمنستان
| یک‌چهارم نهایی‌ها |         |                 |
| ایروان          | ۳–۱ ۰–۰ | وان ایروان      |
| پیونیک          | ۲–۰ ۵–۲ | کوتایک          |
| شیراک           | ۱–۱ ۰–۱ | آرارات ایروان   |
| آراکس آرارات    | w/o     | بی‌کی‌ام‌ای ایروان |
| نیمه نهایی‌ها    |         |                 |
| ایروان          | ۰–۵ ۱–۲ | پیونیک          |
| آرارات ایروان   | ۲–۰     | آراکس آرارات    |
| نهایی           |         |                 |
| پیونیک          | ۰–۱     | آرارات ایروان   |